# Міклашево
Міклашево (пол. Mikłaszewo) — село в Польщі, у гміні Наровка Гайнівського повіту Підляського воєводства.
Населення — 168 осіб (2011).
У 1975-1998 роках село належало до Білостоцького воєводства.

## Демографія
Демографічна структура станом на 31 березня 2011 року:
|          | Загалом | Допрацездатний вік | Працездатний вік | Постпрацездатний вік |
| -------- | ------- | ------------------ | ---------------- | -------------------- |
| Чоловіки | 87      | 8                  | 65               | 14                   |
| Жінки    | 81      | 10                 | 45               | 26                   |
| Разом    | 168     | 18                 | 110              | 40                   |